# Granatnik PF-89
PF-89 – współczesny chiński lekki granatnik przeciwpancerny kalibru 80 mm, będący na wyposażeniu Chińskiej Armii Ludowo-Wyzwoleńczej.